# 中川重雄 (物理学者)
中川 重雄（なかがわ しげお、1906年8月24日 - 1989年3月4日）は、日本の物理学者、教育者。立教大学理学部元教授・学部長、立教大学原子力研究所所長、立教大学野球部元部長。妻・京子は佐々木隆興の三女。

## 人物・経歴
中川友次郎（内務・農商務官僚、群馬県知事）の三男として東京に生まれる。
1930年（昭和5年）東京帝国大学物理科を卒業。満鉄中央試験所職員、理化学研究所職員、大阪帝国大学理学部講師、佐々木研究所理事を務めた。
1949年（昭和24年）に、理化学研究所から立教大学理学部に赴任した中川重雄を中心に、立教大学宇宙線研究室が開設。理学部教授の中川が行う宇宙線観測実験の成果は新聞紙上を賑わせることとなった。1950年（昭和25年）に理学博士を取得。
その後、立教大学理学部長を務めた。
1957年（昭和32年）5月20日には立教大学原子力研究所所長に就任。
同年8月には、中川は杉浦義勝、田島英三の両教授とともに、松下正寿を総長室に訪ね、米国聖公会による日本への原子炉寄贈の計画を立教大学で実現するよう要請した。松下は数日前にキープ協会のポール・ラッシュ（元立教大学教授）から既に内容を聞いていたが、原子炉について知識がなかったため、原子炉は日本および立教大学にとって有用か、危険はないかといった疑問を質問するが、3教授は大いに有用であり、注意すれば危険はないと答えた。こうして松下は、原子炉設置を進めることを決める。米国の事情に調べるため、松下は理事長の八代斌助に調査を依頼した。米国聖公会の総会では原子炉の件が話題には出たが反対意見も多いことから委員付託になり、さらに立教の名前も全く出ていないとのことだった。翌年、読売新聞主催で日比谷で原子力展覧会が開催されることが決まり、オークリッジ原子力研究所長、ウィリアム・ポラード博士が講師として来日することとなった。松下はオークリッジ研究所の友人である牧師のロバート・マクレガーと米国聖公会代表のハイムに頼み、米国聖公会総裁宛にポラードを聖公会の委員に任命するよう電報を打った。ポラードが来日すると、委員任命の辞令を受けたと話した。こうして、中川らの希望通り、立教大学に原子炉が寄贈されることとなり、1962（昭和37年）年5月13日には横須賀市武山で立教大学原子力研究所の竣工式・開所式が催されることとなった。原子炉は1961年（昭和36年）12月の初臨界から、約40年運転され、所期の目的は十分に達成されたとの判断に基づいて2001年に運転を停止し、現在廃止措置が進んでいる。
1955年（昭和30年）から1959年（昭和34年）まで立教大学野球部長も務めた。
1989年（平成元年）3月4日、肺炎のため死去。